# Dennis Smit
Dennis Smit (Zwanenburg, Haarlemmermeer, 18 de febrer de 1981) és un ciclista neerlandès que va ser professional del 2003 fins al 2014. És fill del també ciclista Theo Smit.

## Palmarès
- 2004
  - 1r a la Parel van de Veluwe
- 2007
  - 1r al Ster van Zwolle
- 2011
  - 1r a la Parel van de Veluwe